# Hoa hậu Hoàn vũ 1963
Hoa hậu Hoàn vũ 1963 là cuộc thi Hoa hậu Hoàn vũ lần thứ 12 được tổ chức vào ngày 20 tháng 7 năm 1963 tại Nhà hát Thính phòng Miami Beach ở Miami Beach, Florida, Hoa Kỳ. Cuộc thi có tổng cộng 50 thí sinh tham gia với chiến thắng thuộc về Hoa hậu Iêda Maria Vargas đến từ Brazil. Maria Vargas được trao vương miện bởi Hoa hậu Hoàn vũ 1962, Norma Nolan đến từ Argentina.

## Kết quả

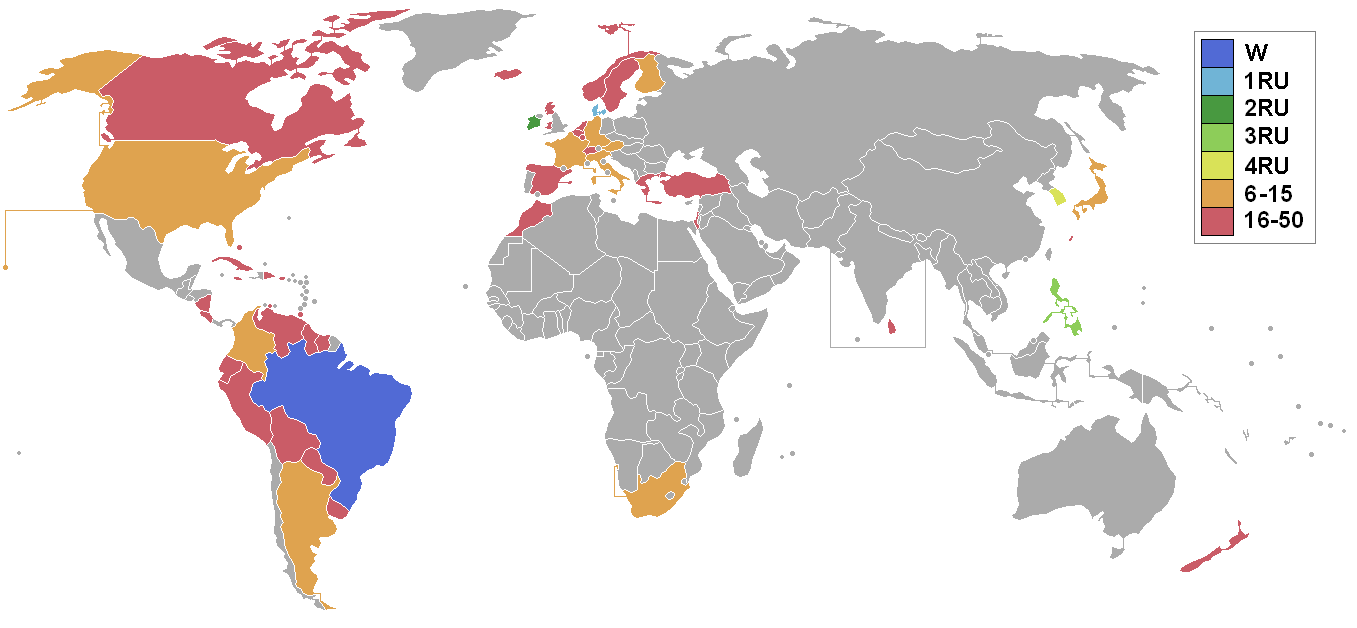
Các quốc gia và vùng lãnh thổ tham gia Hoa hậu Hoàn Vũ 1963 và kết quả.

### Thứ hạng
| Kết quả              | Thí sinh |
| -------------------- | --- |
| Hoa hậu Hoàn vũ 1963 | - Brazil – Iêda Maria Vargas |
| Á hậu 1              | - Đan Mạch – Aino Korva |
| Á hậu 2              | - Ireland – Marlene McKeown |
| Á hậu 3              | - Philippines – Lalaine Bennett |
| Á hậu 4              | - Hàn Quốc – Kim Myoung-ja |
| Top 15               | - Argentina – Olga Galuzzi - Áo – Gertrude Bergner - Colombia – María Álvarez - Phần Lan – Riitta Kautiainen - Pháp – Monique Lemaire - Đức – Helga Carla Ziesemer - Ý – Gianna Serra - Nhật Bản – Noriko Ando - Nam Phi – Ellen Liebenberg - Hoa Kỳ – Marite Ozers |

### Các giải thưởng đặc biệt
| Giải thưởng                 | Thí sinh                    |
| --------------------------- | --------------------------- |
| Hoa hậu Thân thiện          | - Scotland – Grace Taylor   |
| Hoa hậu Ảnh                 | - Ireland – Marlene McKeown |
| Trang phục dân tộc đẹp nhất | - Israel – Sherin Ibrahim   |

## Hội đồng giám khảo
- Edilson Cid Varela
- Cesare Danova
- Kiyoshi Hara
- Russell Patterson
- Peter Sellers
- Earl Wilson

## Thí sinh tham gia

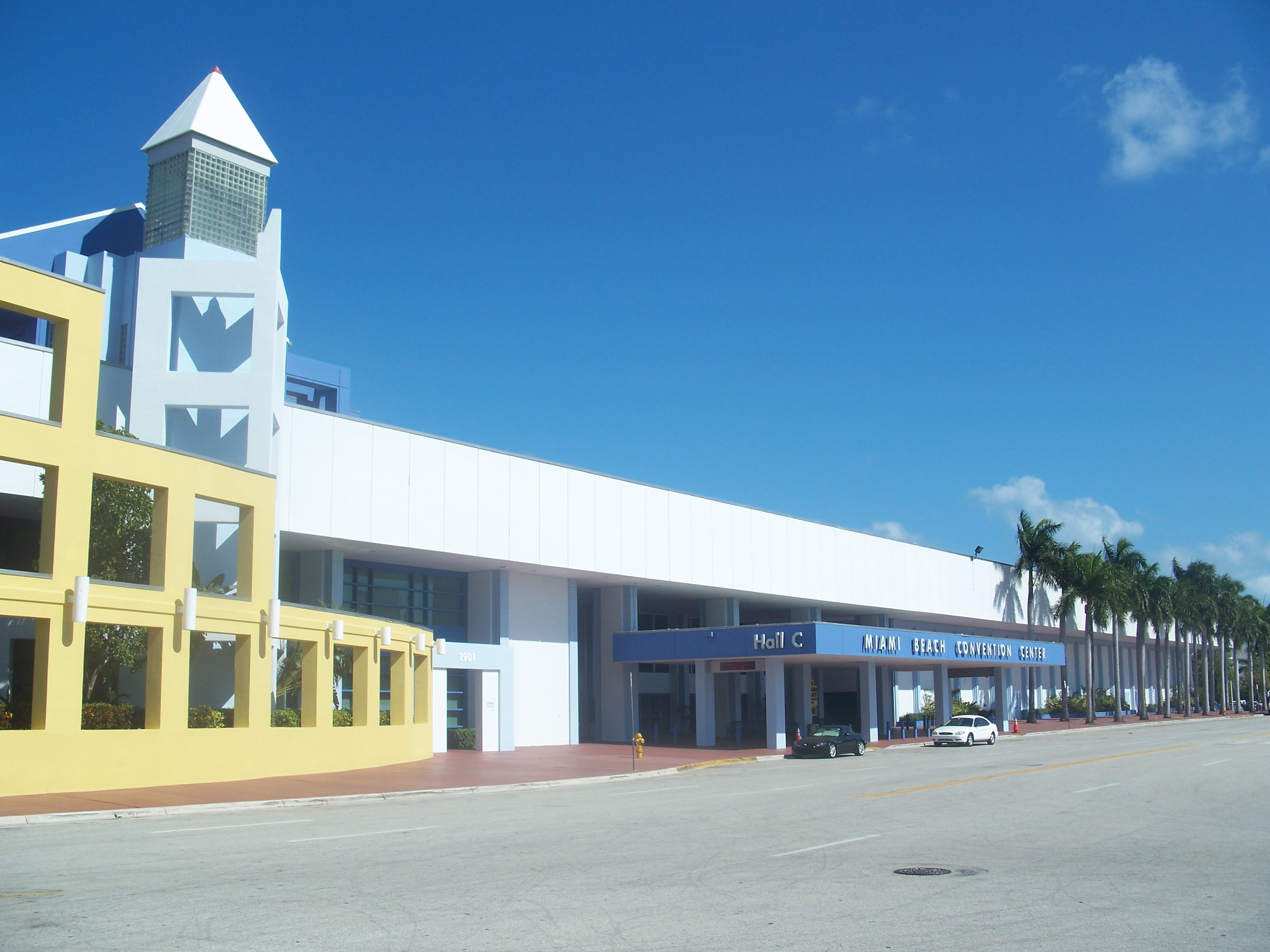
Nhà hát Thính phòng Miami Beach, địa điểm chính thức diễn ra cuộc thi Hoa hậu Hoàn vũ 1963.

Cuộc thi có tổng cộng 50 thí sinh tham gia:
| Quốc gia/Lãnh thổ | Thí sinh                          |
| ----------------- | --------------------------------- |
| Argentina         | Olga Galuzzi                      |
| Áo                | Gertrude Bergner                  |
| Bahamas           | Sandra Louise Young               |
| Bỉ                | Irene Godin                       |
| Bolivia           | Ana María Velasco Gutiérrez       |
| Brazil            | Iêda Maria Vargas                 |
| Guiana (Anh)      | Gloria Blackman-Miller            |
| Canada            | Jane Kmita                        |
| Ceylon            | Manel De Silva                    |
| Colombia          | María Cristina Álvarez González   |
| Costa Rica        | Sandra Chrysopulos Morúa          |
| Cuba              | Alicia Margit Chia                |
| Curaçao           | Philomena Zielinski               |
| Đan Mạch          | Aino Korva                        |
| Cộng hòa Dominica | Carmen Benicia Abinader de Benito |
| Ecuador           | Patricia Córdova                  |
| Phần Lan          | Riitta Anja Hellevi Kautiainen    |
| Pháp              | Monique Lemaire                   |
| Đức               | Helga Carla Ziesemer              |
| Hy Lạp            | Despina Orgeta                    |
| Hà Lan            | Else Onstenk                      |
| Iceland           | Theódóra Þórðardóttir             |
| Ireland           | Marlene McKeown                   |
| Israel            | Sherin Ibrahim                    |
| Ý                 | Gianna Serra                      |
| Jamaica           | June Maxine Bowman                |
| Nhật Bản          | Noriko Ando                       |
| Hàn Quốc          | Kim Myoung-ja                     |
| Luxembourg        | Mia Dahm                          |
| Maroc             | Selma Rahal                       |
| New Zealand       | Regina Ellen Scandrett            |
| Nicaragua         | Leda Sánchez                      |
| Na Uy             | Eva Carlberg                      |
| Okinawa           | Reiko Uehara                      |
| Paraguay          | Amelia Benítez                    |
| Peru              | Dora Toledano Godier              |
| Philippines       | Lalaine Betia Bennett             |
| Puerto Rico       | Jeanette Blascoechea              |
| Scotland          | Grace Calder W.Taylor             |
| Nam Phi           | Ellen Liebenberg                  |
| Tây Ban Nha       | María Rosa Pérez Gómez            |
| Suriname          | Brigitta Hougen                   |
| Thụy Điển         | Kerstin Margareta Jonsson         |
| Thụy Sĩ           | Diane Tanner                      |
| Trinidad          | Jean Stoddart                     |
| Thổ Nhĩ Kỳ        | Guler Samuray                     |
| Uruguay           | Graciela Pintos                   |
| Hoa Kỳ            | Marite Ozers                      |
| Venezuela         | Irene Morales Machado             |
| Wales             | Maureen Thomas                    |

## Chú ý

### Lần đầu tham gia
- Bahamas
- Curaçao
- Okinawa
- Trinidad

### Trở lại
- Lần cuối tham gia vào năm 1955:
  -  Nicaragua
- Lần cuối tham gia vào năm 1958:
  -  Guiana (Anh)
- Lần cuối tham gia vào năm 1960:
  -  Suriname
- Lần cuối tham gia vào năm 1961:
  -  Đan Mạch
  -  Jamaica

### Bỏ cuộc
- Dahomey
- Haiti
- Hồng Kông
- Liban
- Bồ Đào Nha
- Trung Hoa Dân Quốc
- Singapore
- Tahiti
- Quần đảo Virgin (Mỹ)

- Anh – Susan Pratt đã bị tai nạn bất ngờ vào đêm đầu tiên ở Miami nên phải rút lui. Tuy nhiên cô vẫn ở lại cho đến khi cuộc khi kết thúc.
- Mã Lai – Hoa hậu Hoàn vũ Malaya 1963 Azizah Yahya bị loại vì chưa đủ tuổi. Á hậu 1 Rita Mohammed đã từ chối nhận lời tham gia cuộc thi.